# می عمر
مَی عُمَر (۱۰ اکتبر ۱۹۸۸) بازیگر مصری است. از گروه روزنامه‌نگاری و ارتباطات جمعی در دانشگاه آمریکایی در قاهره فارغ‌التحصیل شد و در رشتهٔ تئاتر تحصیل کرد. بازیگری را از طریق ایفای نقش در تئاتر دانشگاهی آغاز کرد و شروع هنری او در عرصهٔ تهیه‌کنندگی، تولید و کارگردانی بود. سپس تصمیم گرفت وارد عرصهٔ بازیگری شود و در این رشته تحصیل کرد. زیر نظر همسرش، کارگردان محمد سامی، با ارائه نقش «وِلاء» در سریال «داستان یک زندگی» در سال ۲۰۱۳ به همراه غاده عبدالرزق، این فرصت به او داده شد تا اولین بازی خود را انجام دهد. سپس کارهای هنری در سینما، تلویزیون و تئاتر ادامه یافت.

## زندگی و پیشه
می عمر در ۱۰ اکتبر ۱۹۸۸ در قاهره زاده شد. در دانشگاه آمریکایی قاهره روزنامه‌نگاری و رسانه خواند، سپس تئاتر خواند تا بازیگر حرفه‌ای شود. می عمر از کودکی می‌خواست بازیگری کند، اما در دانشگاه آمریکایی رسانه خواند، تخصص او مانع از تلاش او برای ورود به عرصهٔ هنری نشد، جایی که در آنجا تئاتر خواند. در روزهای اولیهٔ حرفهٔ خود به عنوان دستیار کارگردان مشغول به کار شد. خانوادهٔ عمر در ابتدا تمایل او به بازیگری را رد کردند. او بازیگری را از طریق ایفای نقش در تئاتر دانشگاه آمریکایی آغاز کرد، اما از ترس اینکه مبادا شوکه شوند، تصمیم گرفت ایدهٔ عشق خود به بازیگری را از خانواده‌اش پنهان کند و آن را به چند دوست محدود کرد. می عمر در ابتدای کار خود به سمت عرصه ی[ تهیه‌کنندگی رفت اما موفقیتی در آن نیافت و سپس به سمت کارگردانی رفت. او یک کلیپ ویدیویی برای رولا سعد کارگردانی کرد، اما احساس نمی‌کرد که این همان چیزی است که او می‌خواهد، بنابراین شروع به بحث با شوهرش کرد و تمایل خود را برای رفتن به عرصه بازیگری اعلام کرد.
می عمر پس از گذراندن دورهٔ آموزشی و تحصیلی بازیگری، اولین گام‌های خود را در سال ۲۰۱۳ با سریال «داستان یک زندگی» (به عربی: حكاية حياة) که همسرش کارگردانی کرد، آغاز کرد. سپس سریال «کلام روی کاغذ» (به عربی: كلام على ورق) را در سال ۲۰۱۴ با حضور هنرمند لبنانی هیفا وهبی ارائه کرد. سپس سریال «اسطوره» (به عربی: الأسطورة) در سال ۲۰۱۶ شرکت کرد که همسرش محمد سامی آن را نیز کارگردانی کرد و او را در معرض انتقادهایی قرار داد. مای عمر با شرکت در کارگاه‌های زیادی که همسرش محمد سامی به او کمک می‌کرد، سعی کرد خود را برای بازیگری آماده کند. سپس نقش‌های بسیاری پس از آن در سریال‌های گوناگون ارائه کرد. در سال ۲۰۱۵ سریال «حالت عشق» (به عربی: حالة عشق) را با همکاری می عزالدین و سامح السریطی ارائه کرد. در ۲۰۱۶ در سریال «الطبار» را در کنار هنرمند امیر کراره ارائه کرد. او در سال ۲۰۱۷ در سریال «بوی مادام» (به عربی: ريح المدام) از سریال‌های کمدی مصری ایفای نقش کرد که در آن در کنار اکرم حسنی و احمد فهمی به ایفای نقش پرداخت. در همان سال در سریال عفریت‌های عدلی علّام (به عربی: عفاريت عدلي علام) با عادل امام و هاله صدقی هم‌بازی شد. در سال ۲۰۱۹، مای عمر سریال «پسر غَلابه» (به عربی: ولد الغلابة) را با بازی احمد السقا ارائه کرد که یکی از سریال‌هایی بود که در مسابقهٔ درام رمضان شرکت کرد.
می عمر در سال ۲۰۲۰ در سریال فتوت (به عربی: الفتوة) با هنرمند یاسر جلال ظاهر شد و پس از آن اولین کار نقش مطلق/کامل اول را در سریال «مروارید» (به عربی: لؤلؤ) ارائه کرد، سریالی که وقایع آن حول محور دختری می‌گذرد که در پناهگاهی بزرگ شده و سپس استعداد خوانندگی را در خود کشف می‌کند و در میان جنگ‌هایی که از سوی دشمنانش در معرض آن قرار می‌گیرد، به موفقیت‌های گسترده‌ای دست می‌یابد.او در سال ۲۰۲۱ سریال «نسل بیگانگان» (به عربی: نسل الأغراب) را ارائه کرد که در آن در کنار احمد السقا و امیر کراره هم‌بازی بود و کارگردانی آن را همسرش محمد سامی برعهده داشت. در سال ۲۰۲۲، او یک سریال رمضانی با بازی خودش و هنرمند روبی با عنوان «رانیا و سکینه» (به عربی: رانيا وسكينة) ارائه کرد. در سال ۲۰۲۳ به حضور سینمایی در چندین فیلم بسنده کرد. می عمر در مسابقهٔ درام رمضان ۲۰۲۴ در سریال «نعمت آووکادو» (به عربی: نعمة الأفوكاتو) به کارگردانی محمد سامی شرکت کرد که در آن نقش او به دلیل عدم آرایش در قسمت‌های اول مورد تحسین بسیاری از پیشگامان شبکه‌های اجتماعی قرار گرفت. در حالی که برخی از شیوه بازیگری او انتقاد کردند و همچنین از ایده همکاری مجدد او با همسرش انتقاد کردند.
مای عمر تنها به کارهای دراماتیک بسنده نکرد، بلکه در سینما نیز به ایفای نقش پرداخت و در فیلم «آخرین خروس در مصر» (به عربی: فيلم آخر ديك في مصر) شرکت کرد، فیلمی که وقایع آن حول محور علاء الدیک می‌چرخد که نقش آن توسط محمد رمضان تجسم یافته است. او در سال ۲۰۱۷ نقش خود را در فیلم «شب بخیر» (به عربی: تصبح على خير) بازی کرد که در آن در کنار تامر حسنی، نور، دورا و بدریه طلبه همبازی شد. در سال ۲۰۲۲، در نقش جیهان در فیلم «تحت تهدید سلاح» (به عربی: تحت تهديد السلاح) با حسن الرداد بازی کرد. در سال ۲۰۲۳ در دو فیلم نقش بازی کرد، فیلم اولی «هارلی» با محمد رمضان و فیلم دومی «مستر ایکس» که در آن به عنوان مهمان افتخاری با احمد فهمی ظاهر شد.

## زندگی شخصی
می عمر همسر کارگردان مصری محمد سامی است. آنها در سال ۲۰۱۰ ازدواج کردند و دخترش تایا را به دنیا آورد. دومین دختر آنان سیلین در آوریل ۲۰۱۸ به دنیا آمد. محمد سامی با دادن فرصت‌ها به می عمر به او کمک کرد تا از طریق آثار هنری که کارگردانی می‌کند، با او ظاهر شود. می عمر همیشه به همین دلیل مورد انتقاد قرار می‌گیرد، به خصوص که او در بیش از یک اثر به کارگردانی سامی با او ظاهر شده است. محمد سامی همیشه نقش می عمر را در زندگی خصوصی خود می‌ستاید و تأکید می‌کند که او منبع اطمینان، امنیت، آرامش، حمایت و موفقیت برای او است. مای عمر نیز بر نقش همسرش محمد سامی در موفقیت خود تأکید کرده.